# Masatake Kuranishi
Kuranishi Masatake (em japonês:  倉西 正武; Cidade de Tóquio, 19 de julho de 1924) é um matemático japonês, trabalhando com análise complexa, equações diferenciais parciais e geometria diferencial.
Recebeu o Prêmio Stefan Bergman de 2000.
Foi palestrante convidado do Congresso Internacional de Matemáticos em Estocolmo (1962: On deformations of compact complex structures) e em Nice (1970: Convexity conditions related to 1/2 estimate on elliptic complexes).

## Obras
- Heisuke Hironaka (Editor): Masatake Kuranishi - Selected Papers, Springer 2010
- Kuranishi: Deformations of compact complex manifolds, Montreal, Presses de l'Universite de Montreal, 1971.